# Дом Мартина Гропиуса
Дом Мартина Гропиуса (нем. Martin-Gropius-Bau) — выставочное здание в Берлине, Германия. С 1966 года здание является историческим памятником. Расположено по адресу 7 Niederkirchnerstraße, Берлин-Кройцберг.

## История и архитектура
Здание было возведено между 1877 и 1881 годами немецкими архитекторами Мартином Гропиусом и Хейно Шмиденом в стиле неоренессанса. Архитекторы, объединившие в то время свои усилия в совместном бюро «Gropius & Schmieden», взяли за образец традиционное палаццо итальянского Возрождения.
Здание официально открылось в 1881 году. План постройки представляет собой правильный квадрат (длина каждой стороны около 70 м; высота здания около 26 м). Выставочные залы окружают внушительный атриум, украшенный мозаикой и гербами немецких земель по эскизам скульптора Отто Лессинга.
Изначально здание предназначалось для размещения Берлинского музея прикладного искусства, в здании, возведённом восточнее, помещалась Школа декоративного искусства. После Первой мировой войны в здании находились Берлинский музей доисторического периода и ранней истории, а также коллекция восточноазиатского искусства. Здание было серьезно повреждено в 1945 году в последние недели Второй мировой войны, и снос руин после окончания войны казался неизбежным. Вмешательство знаменитого архитектора Вальтера Гропиуса (внучатого племянника Мартина Гропиуса) остановило проект и в конечном итоге привело к тому, что в 1966 году здание было включено в список исторических памятников и ему было присвоено имя его главного архитектора.
До объединения Германии в 1990 году здание находилось со стороны Западного Берлина прямо на границе восточноберлинского района Митте у берлинской стены.
Вновь открыто в 1981 году после реконструкции, начавшейся в 1978 году. Дальнейшая реконструкция проходила в 1998/1999 годах, в результате чего появилось то, что часто называют одним из самых красивых исторических выставочных зданий Германии. В настоящее время помимо постоянной экспозиции по истории Германии в Доме Мартина Гропиуса проводятся временные художественные выставки и различные культурные мероприятия.